# Mon oncle Patof
Pour plus de détails, voir Fiche technique et Distribution.
Mon oncle Patof est un film documentaire québécois, réalisé par Sandrine Béchade et paru en 2021.
Le clown Patof a marqué une génération d'enfants au Québec dans les années 1970, mais son succès fulgurant est aussi énigmatique que l'homme qui a incarné le personnage : Jacques Desrosiers. Son neveu, Serge Desrosiers, retrace non seulement le parcours de celui qui a été son oncle millionnaire, mais surtout celui de l'homme derrière le clown.
Le film est édité en DVD en 2021 par Vital Productions.

## Synopsis
Mon oncle Patof est un film émouvant qui explore l'histoire fascinante du célèbre clown Patof, qui a laissé une empreinte indélébile sur une génération d'enfants québécois dans les années 70. Serge Desrosiers, le neveu de Patof, entreprend un voyage fascinant pour explorer l'homme qui se cache derrière ce personnage emblématique : Jacques Desrosiers.
En plongeant dans des archives inédites et en recueillant des témoignages précieux, Serge découvre peu à peu les secrets et les moments marquants de la vie de Jacques. Des rencontres significatives avec des personnes clés, telles que la talentueuse Dominique Michel, lui permettent de mieux appréhender la personnalité complexe de son oncle millionnaire.
Pour saisir pleinement la magie et le poids d'incarner Patof, Serge décide de revêtir lui-même le célèbre costume du clown. À travers cette expérience immersive, il explore les émotions et les défis auxquels Jacques a dû faire face en tant qu'interprète de ce personnage tant aimé.
Mon oncle Patof révèle les multiples facettes de Jacques Desrosiers, mettant en lumière ses succès, ses doutes et les éventuels tabous qu'il aurait pu transgresser. Ce documentaire inédit nous offre un regard unique sur l'homme qui se cachait derrière le légendaire clown adoré de tous.

## Fiche technique
- Titre original : Mon oncle Patof
- Réalisation : Sandrine Béchade
- Scénario : Sandrine Béchade, Marie-Claude Désorcy, d'après une idée originale de Serge Desrosiers
- Narration : Serge Desrosiers
- Direction artistique : Raymond Dupuis
- Maquillage et coiffure : Fanny Vachon, Clélia Marsadié, Alexandre Deslauriers
- Photographie : Jean-Sébastien Desrosiers
- Prise de son : Marco Fania, Patrick Ferland, Aurélien Salvy
- Conception sonore : Pier-Jules Audet
- Mixage : Luc Boudrias
- Montage : Amélie Labrèche
- Production : Serge Desrosiers
- Société de production : Vital Productions
- Société de distribution : Vital Distribution
- Pays de production :  Canada
- Langue originale : français
- Format : couleur - DVD
- Genre : documentaire
- Durée : 53 minutes
- Date de sortie :
  - Canada : 17 avril 2021 (première sur ICI Radio-Canada Télé et ICI TOU.TV)[1]

## Distribution
- Jacques Desrosiers : Patof / lui=même (archive)
- Serge Desrosiers, neveu de Jacques Desrosiers
- Pierre Bourque, conjoint de Jacques Desrosiers
- Dominique Michel
- Monique Giroux
- Édouard Desrosiers, frère de Jacques Desrosiers
- Charles Desrosiers, frère de Jacques Desrosiers
- Claire Desrosiers, sœur de Jacques Desrosiers
- Yves St-Amand, neveu de Jacques Desrosiers
- Guy Desrosiers, neveu de Jacques Desrosiers
- France Desrosiers, nièce de Jacques Desrosiers
- Robert Desrosiers, neveu de Jacques Desrosiers
- Sylvain Cormier, critique au Devoir
- Robert Aird, historien de l'humour
- Renaud Legoux, professeur titulaire à HEC Montréal au Département de marketing
- Francis Lamontagne
- Félix Garon
- Gilbert Chénier : lui-même (archive)
- Roger Giguère : Monsieur Tranquille / lui-même (archive)

## Liste des chapitres du DVD

### Documentaire
1. Mon oncle Patof – 52:06

### Coulisses
1. Partie 1 : Dans les souliers de Patof – 5:23
2. Partie 2 : L'Équipe au défi – 4:35

### Extras
1. Patof le roi des clowns (Bonsoir copains, 1972) – 1:55
2. Une chanson de Patof : Vive la canadienne (Le cirque du Capitaine, 1972/73) – 2:38
3. Ballade pour un clown (Dis-Patof?) (Bonsoir copains, 1972) – 2:46
4. Mise au point à quarante ans (inédit, texte de Diane Juster, 1980) – 3:27
5. Extrait d'entrevue : Dodo – 2:53
6. Mon ange à moi (Les trois frères, 1960) – 1:49
7. Extrait d'entrevue : Les affaires – 2:10
8. Extrait d'entrevue : Les parents – 1:49
9. Les grands enfants chantent Patof Blou – 4:03

## Distinctions

### Récompenses
- CCE Awards 2022 (en) : Meilleur montage d'un court métrage documentaire pour Amélie Labrèche

### Nominations
- Prix Gémeaux 2020 : Meilleure direction photographique affaires publiques/documentaire/série pour Jean-Sébastien Desrosiers